# Supercoppa italiana 2005 (beach soccer)
La Supercoppa italiana 2005 si è disputata il 3 luglio 2005 a Gaeta. È stata la seconda edizione di questo trofeo ed è stata vinta dai Cavalieri del Mare Viareggio.

## Partecipanti
| Squadre                      | Qualificazione                    |
| ---------------------------- | --------------------------------- |
| Cavalieri del Mare Viareggio | Vincitore della Serie A 2004      |
| Catania Beach Soccer         | Vincitore della Coppa Italia 2004 |

## Tabellino
| Arbitro: | Fiorenza e Polito (Aprilia) |

|                                                                                            |            |                                                                                     |
| Agostini 3pt’, 8st’, 5tt’ Fruzzetti 10pt’ Madjer 3st’, 5st’, 11tt’ Condorelli 9tt’ (aut.)  | Marcatori  | 2st’ Bosco 4st’, 12tt’ Campanella 7st’, 12tt’ (rig.) Ardizzone                      |
| Scalabrelli Dati Galli Fruzzetti G. Madjer Menchini Agostini Tresoldi Baldini Fruzzetti F. | Formazioni | Strano Bua Bonanno Campanella Platania Bosco Ardizzone Tedeschi Musumeci Condorelli |
| De Angeli                                                                                  | Allenatori | Fiducia                                                                             |